# Le Capuchon du moine
Le capuchon du moine (titre original : Monk's Hood) est le troisième roman policier historique d'Ellis Peters de la série Frère Cadfael, paru en 1980.
Le roman est traduit en français par Serge Chwat en 1989.

## Résumé
L'action se déroule en décembre 1138 à l'abbaye de Shrewsbury.
Maître Bonel se fait empoisonner par un poison de la composition de frère Cadfaël (qui n'a pas à la base le but de tuer) qui va enquêter pour trouver le meurtrier.
Monk's Hood, en français le capuchon du moine, est en réalité le nom d'une plante, l'aconit napel (Aconitum napellus subsp. napellus) qui porte en français le nom plus prestigieux de Casque de Jupiter. En effet le sépale supérieur, développé et recourbé, peut facilement évoquer un casque ou un capuchon.
Cette plante produit une substance toxique l'aconitine, qui utilisée en onguents, comme le fait frère Cadfael, est efficace contre les rhumatismes, mais cet alcaloïde est un des poisons les plus dangereux du monde végétal. Toutes les parties de la plante sont toxiques.

## Personnages principaux
- Frère Cadfael : herboriste de l'abbaye,
- Frère Mark : assistant de Cadfael,
- Père Heribert : abbé de Shrewsbury,
- Robert Pennant  : prieur,
- Gervase Bonel : propriétaire du manoir de Mallilie,
- Richildis Vaughan : femme de Bonel en secondes noces,
- Sibil : fille de Richildis et Eward Gurney, son premier mari,
- Edwin : fils de Richildis et Eward Gurney,
- Martin Bellecote : charpentier, mari de Sibil,
- Edwy : fils de Sibil et Martin,
- Meurig : ouvrier de Martin,
- Gilbert Prestcote : Shérif,
- Hugh Beringar : adjoint du shérif.

## Livre audio en français
Ellis Peters (auteur), Serge Chwat (traducteur), Pascale Jacquemont (narratrice) et Paul Sindell (musique originale), Le Capuchon du moine, Chouzé-sur-Loire, Saint-Léger productions, coll. « Les enquêtes de frère Cadfael », 20 novembre 2012 (ISBN 978-2-36547-041-4)

## Adaptation
- 1994 : Le capuchon du moine (Monk's Hood), épisode 4, saison 1 de la série télévisée britannique Cadfael[1], réalisé par Graham Theakston, avec Derek Jacobi dans le rôle-titre